# إينيس أجانوفيتش
إينيس أجانوفيتش مواليد 12 نوفمبر 1980 في بلغراد، جمهورية يوغوسلافيا الاشتراكية الاتحادية، هي لاعبة كرة سلة صربية. بدأت مسيرتها الاحترافية في سنة 1996. تلعب مع نادي ماديرا لكرة السلة في الدوري البرتغالي لكرة السلة للسيدات كلاعب وسط. وتحمل الرقم 33. لعبت مع نادي بارما لكرة السلة للسيدات ونادي لات لكرة السلة للسيدات.

## روابط خارجية
- إينيس أجانوفيتش على موقع الاتحاد الدولي لكرة السلة (الإنجليزية)
- إينيس أجانوفيتش على موقع كرة السلة الأوروبية.كوم (الإنجليزية)
- إينيس أجانوفيتش على موقع كلية كرة السلة في سبورتس رفرنس.كوم (الإنجليزية)
- إينيس أجانوفيتش على موقع بروبوليرز (الإنجليزية)